# 伊勢崎市立坂東小学校
伊勢崎市立坂東小学校（いせさきしりつ ばんどうしょうがっこう）は群馬県伊勢崎市除ヶ町にある公立小学校。

## 歴史
- 1981年（昭和56年）4月1日 - 伊勢崎市立坂東小学校開校(豊受教場、名和教場)
  - 4月 - 伊勢崎市立坂東小学校開校(豊受教場、名和教場)
  - 8月 - 学校移転

## 通学区域
- 八斗島町、福島町、除ヶ町、富塚町[1]

## 進学先中学校
- 伊勢崎市立第四中学校

## 交通アクセス
- 東日本旅客鉄道（JR東日本）高崎線・本庄駅より徒歩40分